# Gloria Gómez
Gloria María Gómez Correa (Medellín, 21 agosto 1958) è un'ex cestista colombiana.

## Carriera
Con la Colombia ha disputato i Campionati mondiali del 1975.